# Nikolaimesse

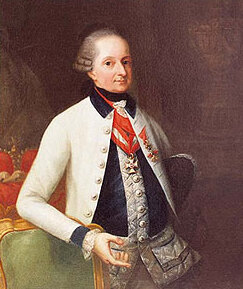
Fürst Nikolaus I. von Esterhazy

Die Missa Sancti Nicolai Hob. XXII:6 (deutsch Nikolaimesse) in G-Dur ist die sechste Messe von Joseph Haydn. Aufgrund der Pastoralmelodie des Kyrie und Dona nobis pacem, die im Sechsvierteltakt steht, wird die Messe auch Sechsviertel-Messe genannt. Insgesamt hat die Messe einen pastoralen Charakter, da sie für die Adventszeit komponiert wurde.
Das Werk wurde wahrscheinlich am 6. Dezember 1772 zur Feier des Namenstages von Fürst Nikolaus Esterhazy uraufgeführt und entstand vermutlich als Dank. Im gleichen Jahr war der Fürst durch Haydns Abschiedssinfonie veranlasst worden, seinen Sommeraufenthalt im Schloß Esterházy frühzeitig abzubrechen. Haydn schrieb die Messe in großer Eile und verwendete verschiedene Kurzformen. So hat das Dona nobis pacem die gleiche Musik wie das Kyrie.

## Aufbau
Kyrie
01. Kyrie eleison. Allegretto. Soli SATB, Chor und Orchester (Tutti)
Gloria
02.  Gloria in excelsis Deo. Vivace. Sopran solo, Tutti
03. Quoniam to solus sanctus. Allegro. Tutti
Credo
04. Credo in unum Deum. Allegro. Tutti
05. Et incarnatus est. Adagio. Soli SATB
06. Et resurrexit. Allegro. Tutti
Sanctus
07. Sanctus. Adagio. Tutti
08. Pleni sunt coeli. Allegro. Tutti
Benedictus
09. Benedictus. Moderato. Soli SATB
10. Osanna. Allegro. Tutti
Agnus Dei
11. Agnus Dei. Adagio. Tutti
12. Dona nobis pacem. Allegretto. Soli SATB, Tutti
Die Besetzung des Orchesters umfasst: zwei Oboen, Fagott, zwei Hörner, Streicher und Orgel.
Die Aufführung dauert ca. 25 Minuten.